# Anna-Theresa Lallitsch
Anna-Theresa Lallitsch, auch Anna Lallitsch (* 1992 in Graz), ist eine österreichische Sportkommentatorin und -Moderatorin beim ORF.

## Leben
Lallitsch wuchs in Hausmannstätten im Bezirk Graz-Umgebung auf. Nach der Matura begann sie ein Studium der Rechtswissenschaften und als Sprecherin für das Stadionradio von Sturm Graz (Bundesliga ON EAR). Ab 2013 lieferte sie als freie Mitarbeiterin für Audio2 Live-Audiodeskriptionen für blinde und sehbeeinträchtigte Menschen für Sportübertragungen im ORF. Im Zweikanalton des ORF war sie neben dem Live-Sport auch bei der Tanzshow Dancing Stars im Einsatz.
2019 kommentierte sie als erste Frau im ORF ein Fußballspiel. Nach Spielen der Fußball-Weltmeisterschaft der Frauen 2019 und der FIFA-Klub-Weltmeisterschaft kommentierte sie 2021 im Rahmen der Fußball-Europameisterschaft 2021 als erste Frau ein EM-Spiel der Männer im ORF. Neben Michael Roscher, Erwin Hujecek und Toni Oberndorfer gehörte sie zum Kommentatoren-Team des ORF für die Fußball-Europameisterschaft der Frauen 2022.
Auf ORF SPORT + moderiert sie das Frauenfußballbundesliga-Magazin, das sie auch redaktionell betreut, außerdem gestaltet sie die Bundesliga-Zusammenfassungen für ORF 1. Als Moderatorin und Reporterin war sie unter anderem auch bei den Olympischen Winterspielen 2022 im Einsatz. Neben Fußballspielen stand sie live für Volleyball-, Handball- und Basketballspiele vor der Kamera.
Im Oktober 2019 nahm sie gemeinsam mit Nina Burger an der Prominentenausgabe der Millionenshow zugunsten der Österreichischen Sporthilfe teil. 2021/22 wurde sie vom Branchenblatt Der Österreichische Journalist bei der Wahl zu den Journalisten des Jahres in der Kategorie Sport auf Platz acht gereiht. Im Rahmen der Romyverleihung 2022 war sie in der Kategorie Sport für eine Publikums-Romy nominiert.
2023 gehörte sie zum Kommentatoren-Team für die Fußball-Weltmeisterschaft der Frauen. Im Februar 2024 wurde ihr Abschied von ORF bekannt.

## Auszeichnungen und Nominierungen
- 2022: Romyverleihung 2022 – Nominierung in der Kategorie Sport[3]